# Газпром
Газпро́м — російська газовидобувна і газорозподільна монополія, найбільша корпорація РФ. 50 % капіталу належить державі. Повне найменування — Відкрите акціонерне товариство «Газпром». Штаб-квартира розташована у Санкт-Петербурзі.
Експортна діяльність компанії розглядається політичними аналітиками як частина так званої енергетичної дипломатії РФ, яка має на меті поширення політичного та економічного впливу вищезгаданої країни в державах-транзитерах і державах-споживачах (особливо на європейському напрямку).
Рівень видобутку газу ВАТ «Газпром» 2002 року становив 521,9 млрд м³. Його динаміка позитивна. До 2020 року «Газпром» планував видобувати 580—590 млрд м³ газу на рік і збільшувати свої запаси приблизно в такому ж об'ємі. При цьому частка «Газпрому» в газовому балансі країни знизиться до 80 % проти теперішніх 88 %.

## Діяльність

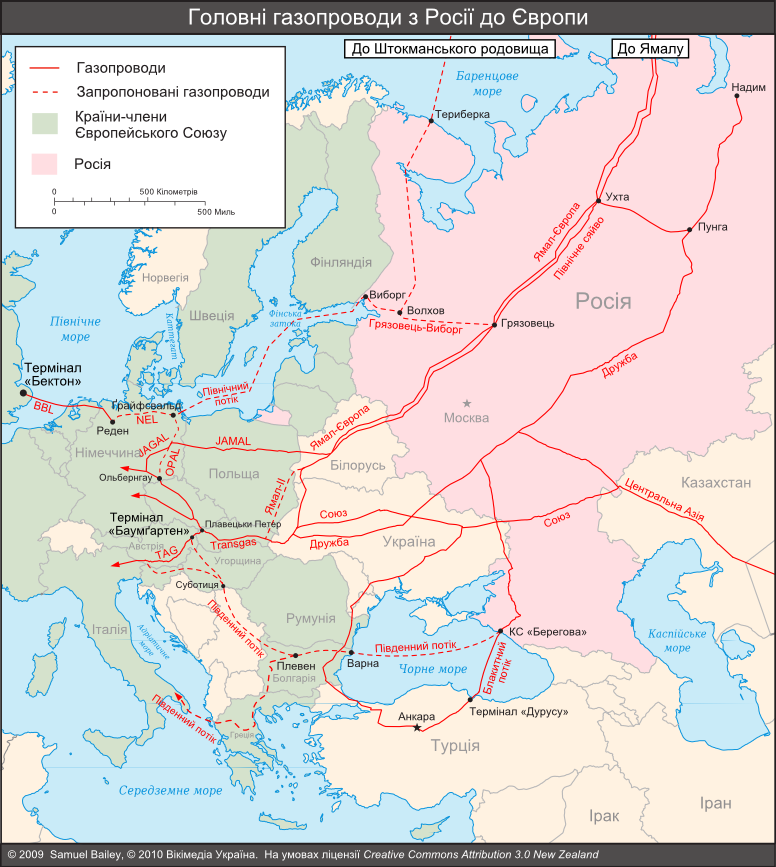
Існуючі та заплановані газопроводи з Росії в Європу

Одна з найбільших нафтогазових компаній світу, газотранспортна і газодобувна монополія РФ у світовому рейтингу нафтогазових компаній тримає перше місце з видобування газу і нафти. Входить у двадцятку найбільших світових виробників у цьому сегменті енергетичного ринку. Холдинг займається геологорозвідкою, видобуванням, транспортуванням, зберіганням, переробкою і реалізацією газу та інших вуглеводнів. Державі належить 50,002 % акцій компанії. Структура державної власності така: 38,373 % належить Федеральному агентству з управління майном, 10,74 % — «Роснєфтєґазу».
Частка «Газпрому» в світових запасах газу становить 17 %, в російських — 60 %. Його доведені й імовірні запаси газу за підсумками 2007 року склали 20,8 трлн м³, а їхня вартість — близько 185 млрд дол. (без урахування дочірнього газового холдингу «Газпром нефть»). На «Газпром» припадає близько 20 % світової і близько 85 % російського видобутку газу. 2007 року компанія добула 548,6 млрд м³ газу проти 556 млрд м³ роком раніше. Надалі «Газпром» планував збільшити здобич і до 2020 року довести її до рівня 650—670 млрд м³. Чистий прибуток холдингу за підсумками 2007 по МСФО склав 695 млрд руб. (зростання на 9,2 % до рівня 2006), виручка — 2,39 трлн руб. (зростання — 11 %).
Серед пріоритетних напрямів своєї роботи концерн називає освоєння газових ресурсів півострова Ямал, Арктичного шельфу, Східного Сибіру і Далекого Сходу. «Газпром» також проводить розвідку і видобування за кордоном — у Лівії, В'єтнамі, Венесуелі, Казахстані (шельф Каспія), Узбекистані тощо.
Компанія є єдиним експортером газу з РФ — ці функції здійснює її дочірня компанія «Газпром експорт». Холдинг постачає газ практично в усі країни СНД, країни Балтії, Західну і Східну Європу. Планує вийти на ринки Азійсько-Тихоокеанського регіону. Концерн забезпечує приблизно третину сумарного імпорту до країн Західної Європи, основними покупцями російського газу є Німеччина, Італія, Туреччина і Франція. 2007 року постачання газпромівського газу до Центральної і Західної Європи склало 150,5 млрд м³, в країни СНД і Балтійського регіону — 54,6 млрд м2. Компанія розвиває експортні напрями, реалізовуючи в партнерстві з іноземцями ряд великих газопровідних проєктів — «Блакитний потік» (вже діє), «Північний потік» (введено в експлуатацію) і «Південний потік» (планувалось почати будівництво 2012 року, згодом — в 2015 році, але станом на 2017 рік — проєкт так і не було завершено).
«Газпром» володіє набором активів, які роблять його мультиенергетичною корпорацією. Так, концерн контролює нафтовидобувну «Газпром нєфть» (раніше «Сібнєфть»), низку електроенергетичних підприємств — «Мосенерґо», ТГК-1, ОГК-2, ОГК-6, які збирається внести до «Газоенергетичної компанії». Нафтовий бізнес і електроенергетику «Газпром» вважає профільними активами, глава концерну Олексій Міллер навіть позначав інтерес компанії до атомної енергетики. У портфелі «Газпрому» є і непрофільні активи. Це 43 % акцій «Газпромбанку», який контролює інші непрофільні активи Газпрому — нафтохімічний гігант «СИБУР», 49,8 % акцій «Атомстройекспорта», ОМЗ, інжинірингову компанію «Стройтрансгаз».
Акції «Газпрому» торгуються на російських майданчиках і на Лондонській фондовій біржі (у вигляді депозитарних розписок, ADR). За 15 років існування ВАТ «Газпром» його капіталізація зросла в 219 разів. На кінець 2007 капіталізація холдингу наближалася до 330 млрд дол.

## Історія компанії

### Заснування

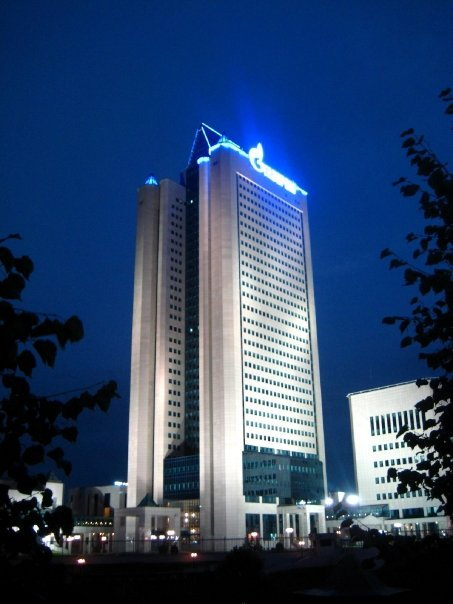
Головний офіс компанії в Москві

Найменування «Газпром» з'явилося в 1989 — саме тоді міністерство газової промисловості СРСР було перетворене в Державний концерн «Газпром». В 1992 році відбулася його приватизація, на вимогу Верховної ради частка держави в «Газпромі» була встановлена в розмірі не нижче 40 %, а частка іноземців обмежена 9 % (пізніше її збільшили до 20 %). Перші річні збори РАО «Газпром» пройшли 31 травня 1995 року, презентація центрального офісу на вулиці Наметкіна в Москві (там компанія мешкає до цього дня) — влітку 1995.
У 1998 році «Газпром» відмовився від приставки РАО і став ВАТ. Продаж акцій газового холдингу проходив з 1993 по 1995 рр., в результаті держава зберегла 41 % акцій, 10 % за чеки купив сам Газпром, 15 % — його працівники, 32,9 % — жителі країни, 1,1 % був переданий «Росгазифікації».
Історію «Газпрому» можна поділити на два періоди правління — черномирдінсько-вяхирєвський (1992—2001 рр.) і путінсько-міллеровський (з 2001 р.). При першому активи компанії виводилися, і роль держави знижувалася, при другому — почався зворотний процес.

### 1992-2001
Епоха міністра газової промисловості Рема Вяхирєва, якого глава уряду Віктор Черномирдін в 1992 році призначив керівником холдингу, характеризується фактичною приватизацією приватними особами прибуткових сфер бізнесу Газпрому — зокрема збуту газу в СНД. Цей напрям був відданий на відкуп створеної МГК «Ітера», і її контролювало керівництво Газпрому. Сам Вяхирєв за трастовим договором розпоряджався 35-процентним держпакетом акцій компанії.
За час правління Вяхирєва, «Ітері» були передані газпромівські долі в «Роспані», «Сибнефтегазі» «Пургазі», «Таркосаленефтегазі». Крім керівників, отримати прибутки від компанії намагались отримати діти, племінники газпромівського начальства, чиновники тощо. Через дії підприємця Якова Голдовського, пов'язаного з першим заступником голови «Газпрому» Олександром Пушкіним, трохи не був втрачений СИБУР. Експортні потоки через «Газекспорт», яким керував син Вяхирєва, залишалися неконтрольованими і закритими для тих, хто поза бізнесом.
Фінансовий стан всієї газової монополії ретельно приховувався, але така ситуація не особливо турбувала політичне керівництво країни: президент Борис Єльцин міг у будь-який час зажадати від Вяхирєва грошей для прикриття бюджетних проблем (що і відбулося влітку 1997 року). Західна преса наводила «Газпром» як показовий приклад корпорації, що схильна до корупції як з боку менеджменту, так і чиновників. При цьому головним активом, який втратив холдинг, стали 10 % його власних акцій, що знаходилися у володінні концерну і призначалися для продажу інвестору. Насправді вони були передані за копійки на «дочок» (зокрема «Стройтрансгаз»), які контролювалися газпромівською ріднею. Цей крок став причиною для нарікань до компанії з боку Заходу. Акції довелося повертати вже Міллеру.
Торгівля акціями «Газпрому» з 1997 року була штучно обмежена — іноземці не мали права офіційно володіти понад 20 % акцій, папери могли торгуватися тільки на чотирьох біржових майданчиках, до яких не відносилися найбільші російські фондові біржі ММВБ і РТС, — на Московській, Санкт-Петербурзькій, Єкатеринбурзькій і Новосибірській фондових біржах. Ринок акцій був розділений на внутрішній і зовнішній, причому, на західних ринках акції монополії торгувалися на 10 % дорожче, ніж в Росії, і обороти по ним були невисокі.
Першими іноземними інвесторами «Газпрому» стали німецький концерн Ruhrgas AG, який купив 2,5 % акцій в грудні 1998 з держпакета (збільшили згодом до 10 %), а також Об'єднана фінансова група (належна Deutsche Bank). Лібералізація ринку акцій «Газпрому» почалася тільки після зміни влади в монополії і була фактично реалізована після тривалої тяганини лише на початку 2006. Як пояснював сам холдинг, повна лібералізація була неможлива без отримання державою контролю в компанії, що стало першим завданням нового керівника Газпрому.

### 2001-2021
На початку 2000-х ЗМІ називали Вяхирєва «непотоплюваним» керівником «Газпрому» і передрікали, що без нього монополія розвалиться, буде остаточно розікрадена. Але протеже нового прем'єр-міністра Володимира Путіна, попри невпевненість на перших порах, повільно, але зорієнтувався і почав виконувати поставлені перед ним завдання. Міллер був призначений головою «Газпрому» в травні 2001 року.
Вяхирєв протримався в холдингу ще рік — на посаді голови ради директорів, після чого пішов сам, а його місце зайняв майбутній президент і прем'єр-міністр Росії, а тоді перший заступник керівника президентської адміністрації Дмитро Медведєв. Міллеру (вихідцеві з апаратників Санкт-Петербурга) дісталося газове господарство, що розвалювалось, досвіду роботи в цій сфері у нього не було, як і кваліфікованої команди. Можна сказати, що новий глава «Газпрому» укорінився в концерні лише 2004 року, переживши ряд атак з боку газпромівських старожилів і остаточно сформувавши свою команду, яка стала сплавом людей з його колишніх місць роботи (Морського порту Петербурга, БТС, мерії СПб), протеже Путіна і лояльних газпромівських виробничників.
Ще в 2001 році Міллер отримав від Путіна в Новому Уренгої наказ — серйозніше ставитись до питань власності. В ході чотирилітньої кампанії з повернення активів концерн повернув за символічну плату передані «Ітері» значні пакети акцій в «Пургазі» (Губкінське родовище) і «Севернефтегазпромі» (Південно-Русське родовище), відновив контроль над Сибуром, «Востокгазпромом», «Запсибгазпромом», «Нортгазом» (через суд), а також контроль над постачаннями газу в СНД, відмовився від практики штучних боргів.
Головним досягненням стало повернення державного контролю в Газпромі — завдяки купівлі акцій на ринку в 2003 був відновлений 51-процентний держпакет, але 10,74 % з держпакета перебували на балансі «дочок» Газпрому. Для забезпечення прямого держконтролю над газовим концерном була придумана авантюра зі злиття двох гігантів — «Газпрому» і «Роснефті» — шляхом обміну 10,7 % акцій першого на 100 % акцій другої. Але через конфлікт внутрішньокремлівських груп угода не відбулась — акції «Газпрому» держава викупила за гроші, поставивши на баланс «Роснефтегаза».
Зі зміною влади в Газпромі встало питання про реформування газової галузі. Наприкінці 2002 р. Мінекономрозвитку запропонувало розділити за аналогією з РАО ЄЕС газотранспортний бізнес, видобування і переробку. Але топ-менеджмент «Газпрому» (під керівництвом президента) чинив опір цьому процесу і фактично скасував його. Міллер вважає гальмування цієї реформи своїм успіхом. «Підсумки реформи РАО ЄЕС можна буде підвести лише років через десять. Тоді стане зрозуміле, наскільки вона ефективна. Поки тільки бачимо, як розкриваються золоті парашути над менеджерами генеруючих компаній, що виділилися з РАО», — говорив він. У результаті був узятий курс на продаж непрофільного бізнесу й уніфікацію управління активами.
При Міллері «Газпром» також узяв курс на глобалізацію бізнесу. 2005 року глава компанії поставив завдання стати помітним гравцем на світовому ринку. В 2007 році він констатував, що «процес перетворення «Газпрому» з компанії «Національного чемпіона» в глобального енергетичного бізнес-лідера відбувся». За цей час «Газпром» отримав активи в електроенергетиці і нафтовому секторі (купивши в 2005 «Сібнєфть»), закріпив пріоритет за експортними напрямами, вибудував хороші відносини з німецькими E.On і BASF, італійською ENI, почав реалізацію проєктів з диверсифікації постачань, підписав низку стратегічних угод про постачання газу в країни Азійсько-Тихоокеанського регіону, які, щоправда, досі не організовані, продавив ухвалення рішення про скасування держрегулювання на внутрішні ціни на газ.
В той самий час була фактично ліквідована конкуренція в газовій сфері — у «Ітери» купили контроль переважно активі — «Сібнєфтєґаз», 20 % акцій Новатека також пішли в Газпром, іноземних акціонерів проєкту «Сахалін-2» змусили передати контроль російському концерну, ТНК-BP — продати Ковикту. Доступ до експортної труби як і раніше розподіляє «Газпром» з урахуванням своїх інтересів, він же отримав статус єдиного оператора з експорту газу, продавив передачу йому без конкурсу 10 стратегічних родовищ (хоча досі не запустив Ямал). Крім того, конфлікти, пов'язані з постачаннями газу в Україну, викликали велику стурбованість на Заході і примусили європейські ЗМІ заговорити про тотальну залежність Європи від російських енергоносіїв.
21 травня 2014 року, під час візиту Володимира Путіна до Шанхаю, «Газпром» підписав 30-літню угоду із китайською національною нафтогазовою корпорацією CNPC на поставку 38 млрд кубометрів газу до КНР.
У серпні 2015 «Газпром» збільшив позовні вимоги до українського «Нафтогазу» у Стокгольмському арбітражі до $29,2 млрд
У лютому 2018 року «Газпром» заявив про початок процедури розірвання контрактів із «Нафтогазом».
НАК «Нафтогаз України» у 2020 році надала ПАТ «Газпром» послуги з організації транспортування природного газу територією України на $2,11 млрд.
Доходи «Газпрому» від експорту газу за 2020 рік виявилися на 39,6 % нижче, ніж за 2019 рік.

### 2022
Після того як 31 березня «Газпром» вийшов зі складу Gazprom Germania, компанію передали в управління Федеральному мережевому агентству Росії, повністю зупинилося найбільше ПХГ Німеччини в «Редені», а в «Катаріні» і «Ємгумі» відбір газу відбувається символічно. Схожа ситуація в австрійському «Хайдаху» (район Штрасвальхен) та нідерландському «Бергермеєрі».
Згодом уряд Німеччини ухвалив виділення кредиту розміром 5-10 млрд євро для порятунку підприємства, що перейшло під контроль енергетичного регулятора.

### 2023—2024
У січні угруповання хактивістів «Українська кіберармія» атакувала Газпром, хакери отримали доступ до інформації щодо одного з найбільших газових родовищ, яке контролювалося Москвою. Хакери отримали архів на 1.5 Гб та 6000 файлів з даними про випробування на Ковиктинській свердловині в Іркутській області.
У жовтні 2023 року Апеляційний суд Польщі скасував рішення Управління з конкуренції та захисту прав споживачів (польський антимонопольний регулятор UOKiK) про накладення штрафу у розмірі понад 29 млрд злотих на «Газпром» та його п'ятьох партнерів, що будували Північний потік-2, — про це повідомило агентство Інтерфакс-Україна з посиланням на польське Puls Buzinesu.
2023 року доходи компанії впали на 30 %, це призвело до річного чистого збитку в $6,9 млрд, рекордного збитку за 25 років.
У листопаді 2024 року Австрія зупинила співробітництво з Газпромом після понад 50 років, причиною став арешт російського газу як плати для покриття вартості арбітражного рішення Німеччині проти на 230 млн євро через нерегулярні поставки до свого німецького підрозділу.
11 грудня 2024 року австрійська компанія OMV розірвала довгостроковий контракт на постачання газу, який мав діяти до 2040 року, з російською компанією «Газпром експорт» («дочка» «Газпрому») через численні істотні порушення, — про це повідомлялося в пресрелізі OMV.

### 2025
Після зупинки транзиту через Україну з 2025 року єдиним маршрутом постачання газу до ЄС залишився Турецький потік. Відповідно експорт «Газпрому» до Європи скоротився більш ніж на 80 % проти 2021 року. У 2024 році компанія експортувала лише 32 млрд м³ газу, що відповідає показникам другої половини 1970-х років.
13 січня заступниця голови правління «Газпрому» Єлена Ілюхіна направила листа на ім'я голови компанії Олексія Міллера, в якому йдеться, що через те, що компанія отримала перший за чверть століття чистий збиток за міжнародними стандартами звітності, у розмірі - 629 млрд рублів, а тому вони планують скоротити кількість персоналу компанії з 4,1 до 2,5 тис осіб.

## Санкції
21 листопада 2024 року США розширили санкційний список щодо РФ, включивши до нього Газпромбанк, БКС-банк, Центрокредит та ще близько 40 установ.